# Hugues Ier de Nordgau
Pour les articles homonymes, voir Hugues Ier.
Hugues Ier de Nordgau, mort en 940 est comte du Nordgau, de l'Ortenau et de l'Aargau. Il se qualifie également de comte de Hohenbourg. Il est le fils d'Eberhard III de Nordgau comte dans l'Aargau, et de sa femme Adelinde.

## Biographie
Il succède à son père en 910, augmentant ses principautés des comtés d'Eguisheim, de Hohenbourg et de Ferrette, ce dernier par mariage.
Pour maintenir à son profit les droits sur les biens et revenus de l'abbaye de Lure, usurpés par son père, il est contraint de sévir contre les religieux. De ce fait, Hugues est décrit comme le tyran et le persécuteur des moines par les chroniqueurs de l'époque. 
Frappé d'une grave maladie et craignant pour sa vie, Hugues promet de rétablir l'abbaye dans tous ses droits et privilèges s'il arrive à guérir. Son vœu exaucé, il vient faire, en guise de rémission, un instant de mortification et d'humilité envers l'église, accompagné par ses trois fils, à l'abbaye. Hugues prend alors l'habit, et procède à la réintégration des religieux. 
Il meurt au monastère en 940.

## Filiation
Il épouse Hildegarde de Ferrette, dont :
- Eberhard IV de Nordgau, qui succède à son père ;
- Hugues, qui obtient en partage le comté d'Eguisheim, et dont la branche prend le nom distinctif ;
- Gontran, dit le Riche († 970)[3],[4] comte du Sundgau et de l'Aargau, souche de la maison de Habsbourg-Autriche ;
- Adèle, ou Alix, († 961) mariée à Régnier III de Hainaut, dont Régnier IV de Mons, et Lambert Ier de Louvain.

- Etichon-Adalric d'Alsace
  - Adalbert d'Alsace
    - Luitfrid Ier d'Alsace
      - Rhutard de Nordgau

  - Etichon II de Nordgau
    - Albéric Ier de Nordgau
      - Eberhard Ier de Nordgau
        - Albéric II de Nordgau
          - Eberhard II de Nordgau
            - Eberhard III de Nordgau
              - Hugues Ier de Nordgau
                - Eberhard IV de Nordgau
                  - Hugues II de Nordgau
                  - Eberhard V de Nordgau
                    - Hugues IV de Nordgau
                      - Hugues VI de Nordgau
                        - Henri Ier de Dabo
                          - Hugues VII de Dabo
                          - Albert Ier de Dabo
                            - Henri-Hugues VIII de Dabo
                              - Hugues II de Metz
                                - Albert II de Dabo-Moha

## Sources
- Histoire généalogiques des maisons souveraines d'Europe, t. 1, pp. 67 et suivantes, Nicolas Viton de Saint-Allais, 1811-1812.
- Hugues, fils d'Eberhard III de Nordgau sur le site Fondation pour la généalogie médiévale (en anglais).
- Hedwige/Edith, (935/937 - 13 décembre 992) : Liste des comtes de Nordgau.